# 불설대보부모은중경 (충청북도 유형문화재 제324호)
불설대보부모은중경(佛說大報父母恩重經)은 충청북도 청주시 흥덕구, 청주고인쇄박물관에 있는 조선시대의 불경이다. 2011년 6월 3일 충청북도의 유형문화재 제324호로 지정되었다.

## 개요
｢佛說大報父母恩重經｣은 ｢父母恩重經｣이라 略稱하기도 하며, 아이를 낳고 기르기까지의 부모님의 은혜를 10가지로 나누고 있으며, 또한 부모님의 恩惠에 報答하기 위해 지켜야할 10가지 規範이 變相圖와 함께 자세히 기술되어 있다.
이 책은 목판본 1책으로 모두 27장이다. 사주단변으로 반곽은 15.1×19.2cm로 10행 18자다. 계선은 없으며 상하대흑구와 상하내향흑어미가 있으며 판심제는 恩이다. 책의 전체 크기는 29.3×18.3cm이다. 표지는 없고 권수제에 佛說大報父母恩重經이라고 쓰여 있고, 권말에 佛說大報父母恩重經終이라 하였다. 권말에 萬曆 11(癸未, 1583, 宣祖 16)년에 쓴 跋文과 供養大施主秩ㆍ刻手秩ㆍ供養主秩ㆍ緣化秩 등이 수록되어 있다. 책의 말미에 1583년 괴산 少馬寺에서 간행하였다는 “萬曆十一年癸未槐山土西面鳳鶴山少馬寺改版畢󰡓이라는 刊記가 있다. 
萬曆十一年癸未는 선조 16(1583年)이다.
앞뒤 표지는 탈락되어 없으나 속지의 보존 상태가 상당히 양호하다.
책의 특징은 1～26장까지와 마지막 장은 판식이 약간 다르다.
마지막 장은 기존의 판을 찍으면서 새로이 덧붙인 것으로 보인다. 佛說大報父母恩重經은 고려 때부터 판각이 이루어져 왔으며 주선 전기까지 다수 간행된 책이다. 이 책은 정확한 간행 연대와 장소를 알 수 있으며, 특히 조선 전기의 언해본으로 두드러진다. 
「불설대보부모은중경(佛說大報父母恩重經)」은 孝를 강조함으로써 불교에 대한 탄압 속에서도 조선시대의 사회 저변에 佛敎를 전파하려 하였던 불교계의 노력을 엿 불 수 있다. 이 책은 확실한 간행연대와 간행 장소를 알 수 있으며, 특히 조선 전기의 언해본으로 충북의 인쇄문화를 알 수 귀중한 자료이다.

## 참고 자료
- 불설대보부모은중경 - 국가유산청 국가유산포털